# Glaphyropyga tiarensis
Glaphyropyga tiarensis là một loài ruồi trong họ Asilidae. Glaphyropyga tiarensis được Ayala miêu tả năm 1983. Loài này phân bố ở vùng Tân nhiệt đới.